# Lophophorus sclateri
El monal coliblanco, también faisán monal de Sclater o lofóforo de Sclater,  (Lophophorus sclateri) es una especie de ave galliforme de la familia Phasianidae que habita en las montañas del oeste del Himalaya y aledañas. Su nombre científico conmemora al zoólogo británico Philip Lutley Sclater.

## Descripción

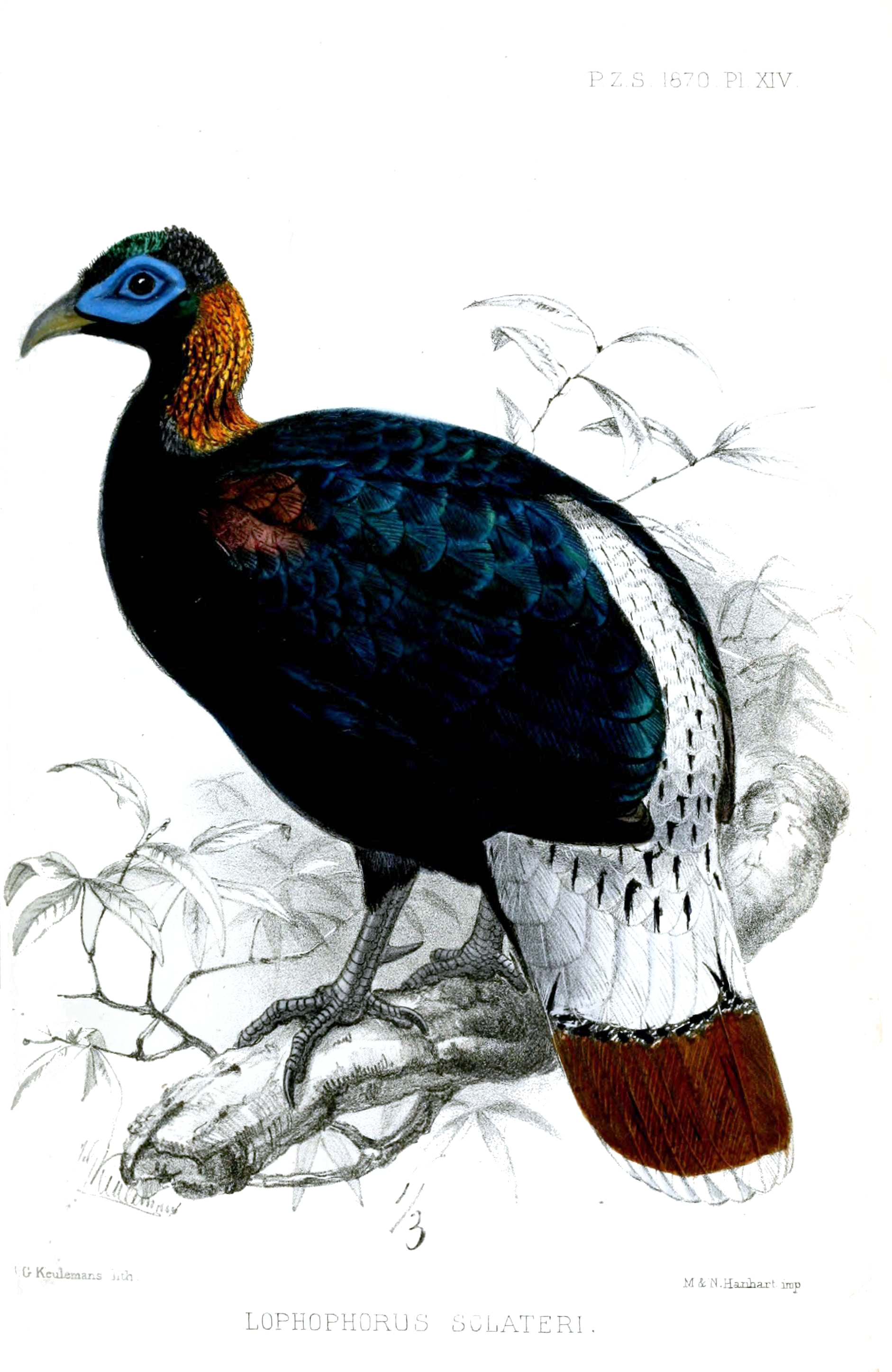
Macho de la subespecie nominal.

El monal coliblanco es un faisán grande, de unos 68 cm de longitud. Como en los demás monales, los machos son muy coloridos. El plumaje de su espalda y alas presenta iridiscencias verdes y violáceas muy intensas y la parte posterior y laterales del cuello son de color cobrizo brillante. Su frente y rostro están cubiertas por una carúncula azul, mientras que pico es anaranjado amarillento y el iris de sus ojos pardo. El plumaje de su cabeza, frontal del cuello y partes inferiores es negro, con brillos verdes metálicos en el píleo y morados en la garganta. En cambio su obispillo es blanco. La subespecie nominal tiene la cola blanca con una banda castaña en el medio, mientras que la cola de la subespecie L. s. arunachalensis, del oeste de Arunachal Pradesh (India), es totalmente blanca. A diferencia del macho de otros machos de monal las plumas de su píleo son cortas y rizadas. La hembra de monal coliblanco es principalmente de colos pardo oscuro con veteado claro principalmente en las partes inferiores, con la garganta y una lista en el final de la cola blancas. Presenta una carúncula azulada únicamente alrededor de los ojos y su pico es de color amarillo claro.

## Distribución y hábitat
Se monal coliblanco se distribuye por los bosques de montaña del noreste de la India, el sureste del Tíbet y el norte de Birmania y suroeste de China, en altitudes entre los 2500 y 4200 metros de altitud. 
A causa de la continua pérdida de hábitat, su pequeña población, su reducida distribución y el exceso de caza en algunas zonas el monal coliblanco se clasifica como especie vulnerable en la lista roja de la UICN y en el apéndice I de CITES.

## Taxonomía
Se reconocen dos subespecies:
- L. s. arunachalensis (Kumar y Singh, 2004) - noroeste de la India;
- L. s. sclateri (Jerdon, 1870, ) - subespecie nominal presente desde el noreste de la India hasta Birmania y China;

## Comportamiento
Como los demás miembros del género Lophophorus, se alimenta principalmente de tubérculos, raíces, bulbos, artrópodos, roedores, semillas y flores. La hembra normalmente pone entre tres y cinco huevos.